# Dux Thebaidos
Il Dux Thebaidos era il comandante di truppe limitanee di un settore del limes africano, nella diocesi d'Egitto. Suo diretto superiore era al tempo della Notitia dignitatum (nel 400 circa), il magister militum praesentalis I.

## Elenco unità
Era a capo di ben 42 unità o distaccamenti di unità, come risulta dalla Notitia Dignitatum (Orien. XXXI):
- Cuneus equitum Maurorum scutariorum (a Lico), Cuneus equitum scutariorum (a Hermupoli);
- Equites sagittarii indigenae (in cinque differenti località: Tentira, Copto, Diospoli, Lato, Maximianopoli), Equites promoti indigenae Legio tertia Diocletiana (a Ombos), Equites felices Honoriani (a Asfynis);
- Legio II Flavia Constantia Thebaeorum (a Cusas), Legio II Traiana (a Apollonos superioris), Legio I Valentiniana (a Copto), Legio I Maximiana (a Filas), Legio III Diocletiana (a Thebas), Legio II Valentiniana, (a Hermunthi);
- Ala I Abasgorum (a Hibeos - Oaseos maioris), Ala II Hispanorum (a Poisrietemidos), Ala Germanorum (a Pescla), Ala IV Brittonum (a Isiu), Ala I Hiberorum (a Thmou), Ala Neptunia (a Chenoboscia), Ala III dromedariorum (a Maximianopoli), Ala VIII Palmyrenorum (a Foenicionis), Ala VII Herculia voluntaria (a Lata), Ala I Francorum (Apollonos), Ala I Iovia catafractariorum (Pampane), Ala VIII ... (Abydum - Abocedo), Ala II Herculia dromedariorum (Psinaula), Ala I Abasgorum (Oasi maiore), Ala I Quadorum (Oasi minore - Trimtheos), Ala prima Valeria dromedariorum (Precteos);
- Cohors I Lusitanorum (Theraco), Cohors scutata civium Romanorum (Mutheos), Cohors I Apamenorum (Silili), Cohors XI Chamauorum (Peamu), Cohors IX Tzanorum (Nitnu), Cohors IX Alamannorum (Burgo Severi), Cohors I felix Theodosiana (Elephantinem), Cohors V Suentium (Suene), Cohors VI saginarum (Castris Lapidariorum), Cohors VII Francorum (Diospoli).

### Fonti primarie
- Notitia Dignitatum, Orien. XXVIII.

### Fonti storiografiche moderne
- J.Rodríguez González, Historia de las legiones Romanas, Madrid, 2003.
- A.K.Goldsworthy, Storia completa dellesercito romano, Modena 2007. ISBN 978-88-7940-306-1
- Y.Le Bohec, Armi e guerrieri di Roma antica. Da Diocleziano alla caduta dell'impero, Roma 2008. ISBN 978-88-430-4677-5